# 加塔姆普尔
加塔姆普尔（Ghatampur），是印度北方邦Kanpur Nagar县的一个城镇。总人口35496（2001年）。

## 人口
该地2001年总人口35496人，其中男性18732人，女性16764人；0—6岁人口5802人，其中男3121人，女2681人；识字率60.23%，其中男性为65.27%，女性为54.60%。